# Чемпіонат Азії з боротьби 2009
Чемпіонат Азії з боротьби 2009 пройшов з 2 по 7 травня 2009 року в Паттаї, Таїланд в готелі «Ambassador City Jomtien».
На чемпіонаті проводилися змагання з вільної та греко-римської боротьби серед чоловіків і вільної боротьби серед жінок.
Було розіграно двадцять один комплект нагород — по сім у вільній, греко-римській та жіночій боротьбі. Бронзові нагороди вручалися обом спортсменам, що виграли втішні сутички.

## Країни учасники
У змаганнях взяли участь 244 спортсмени, що представляли 25 збірних команд.
- В'єтнам (10)
- Йорданія (2)
- Індія (19)
- Індонезія (7)
- Ірак (7)
- Іран (14)
- Казахстан (21)
- Катар (4)
- Киргизстан (19)
- Китайський Тайбей (16)
- КНР (20)
- Лаос (2)
- Монголія (13)
- ОАЕ (1)
- Пакистан (2)
- Південна Корея (21)
- Північна Корея (9)
- Сирія (6)
- Сінгапур (2)
- Таджикистан (3)
- Таїланд (14)
- Туркменістан (6)
- Філіппіни (1)
- Шрі-Ланка (5)
- Японія (20)

## Загальний медальний залік
| Місце               | Країна              | Золото | Срібло | Бронза | Загалом |
| ------------------- | ------------------- | ------ | ------ | ------ | ------- |
| 1                   | Іран                | 9      | 0      | 3      | 12      |
| 2                   | Японія              | 4      | 2      | 5      | 11      |
| 3                   | Казахстан           | 3      | 5      | 5      | 13      |
| 4                   | КНР                 | 3      | 3      | 5      | 11      |
| 5                   | Південна Корея      | 1      | 4      | 4      | 9       |
| 6                   | Північна Корея      | 1      | 2      | 4      | 7       |
| 7                   | Індія               | 0      | 2      | 4      | 6       |
| 8                   | Монголія            | 0      | 2      | 3      | 5       |
| 9                   | Таїланд             | 0      | 1      | 0      | 1       |
| 10                  | Киргизстан          | 0      | 0      | 4      | 4       |
| 11                  | В'єтнам             | 0      | 0      | 2      | 2       |
| 12                  | Ірак                | 0      | 0      | 1      | 1       |
| 12                  | Йорданія            | 0      | 0      | 1      | 1       |
| 12                  | Китайський Тайбей   | 0      | 0      | 1      | 1       |
| Загалом (14 збірні) | Загалом (14 збірні) | 21     | 21     | 42     | 84      |

## Рейтинг команд
| Місце в рейтингу | Вільна боротьба (чоловіки) | Вільна боротьба (чоловіки) | Греко-римська боротьба (чоловіки) | Греко-римська боротьба (чоловіки) | Вільна боротьба (жінки) | Вільна боротьба (жінки) |
| Місце в рейтингу | Команда                    | Бали                       | Команда                           | Бали                              | Команда                 | Бали                    |
| ---------------- | -------------------------- | -------------------------- | --------------------------------- | --------------------------------- | ----------------------- | ----------------------- |
| 1                | Іран                       | 66                         | Іран                              | 60                                | КНР                     | 63                      |
| 2                | Південна Корея             | 51                         | Казахстан                         | 59                                | Японія                  | 55                      |
| 3                | Казахстан                  | 41                         | Південна Корея                    | 41                                | Казахстан               | 45                      |
| 4                | Японія                     | 40                         | Японія                            | 39                                | Південна Корея          | 36                      |
| 5                | КНР                        | 34                         | Індія                             | 39                                | Монголія                | 35                      |
| 6                | Киргизстан                 | 34                         | КНР                               | 38                                | Індія                   | 34                      |
| 7                | Індія                      | 31                         | Киргизстан                        | 34                                | Киргизстан              | 28                      |
| 8                | Монголія                   | 28                         | Північна Корея                    | 18                                | В'єтнам                 | 23                      |
| 9                | Північна Корея             | 27                         | Китайський Тайбей                 | 18                                | Китайський Тайбей       | 21                      |
| 10               | Ірак                       | 14                         | Таїланд                           | 15                                | Північна Корея          | 19                      |

## Медалісти

### Чоловіки

#### Вільна боротьба
| Категорія | Золото        | Срібло                  | Бронза              |
| до 55 кг  | Кім Хьо Соп   | Ян Кьон Іл              | Нурлан Орозбек уулу |
| до 55 кг  | Кім Хьо Соп   | Ян Кьон Іл              | Хассан Рахімі       |
| до 60 кг  | Йо Тон Хьок   | Ганзорігіїн Мандахнаран | Масуд Есмаейльпур   |
| до 60 кг  | Йо Тон Хьок   | Ганзорігіїн Мандахнаран | Базар Базаргуруєв   |
| до 66 кг  | Мехді Тагаві  | Тацухіро Йонеміцу       | Ян Чун Сон          |
| до 66 кг  | Мехді Тагаві  | Тацухіро Йонеміцу       | Кім Де Сун          |
| до 74 кг  | Садег Гударзі | Абдулхакім Шапієв       | Кім Джин І          |
| до 74 кг  | Садег Гударзі | Абдулхакім Шапієв       | Рамеш Кумар         |
| до 84 кг  | Есан Лашгарі  | Лі Дже Сун              | Анудж Кумар         |
| до 84 кг  | Есан Лашгарі  | Лі Дже Сун              | Сі Рігулен          |
| до 96 кг  | Саїд Ебрахімі | Томорчугіїн Енхамгалан  | Ян Улінь            |
| до 96 кг  | Саїд Ебрахімі | Томорчугіїн Енхамгалан  | Даулет Шабанбай     |
| до 120 кг | Фардін Масумі | Нам Гьон Джин           | Марид Муталімов     |
| до 120 кг | Фардін Масумі | Нам Гьон Джин           | Нобуйосі Аракіда    |

#### Греко-римська боротьба
| Категорія | Золото           | Срібло             | Бронза                  |
| до 55 кг  | Кохей Хасегава   | Джогіндер Сінгх    | Кім Вон Мо              |
| до 55 кг  | Кохей Хасегава   | Джогіндер Сінгх    | Асхат Кудайбергенов     |
| до 60 кг  | Вань Фейху       | Алмат Кебіспаєв    | Рьота Сато              |
| до 60 кг  | Вань Фейху       | Алмат Кебіспаєв    | Джон Кьон Хо            |
| до 66 кг  | Дархан Баяхметов | Ом Хьок            | Кім Гум Чхоль           |
| до 66 кг  | Дархан Баяхметов | Ом Хьок            | Саїд Абдевалі           |
| до 74 кг  | Фаршад Алізаде   | Кан Хі Бок         | Цукаса Цурумакі         |
| до 74 кг  | Фаршад Алізаде   | Кан Хі Бок         | Роман Мелешин           |
| до 84 кг  | Талеб Нематпур   | Андрій Самохін     | Чжу Яньсяо              |
| до 84 кг  | Талеб Нематпур   | Андрій Самохін     | Лінь Мін Сюань          |
| до 96 кг  | Амір Аліакбарі   | Маргулан Асембеков | Аніл Кумар              |
| до 96 кг  | Амір Аліакбарі   | Маргулан Асембеков | Яхья Мухаммад абу-Табіх |
| до 120 кг | Масуд Хашемзаде  | Дхармендер Далал   | Алі Надхім              |
| до 120 кг | Масуд Хашемзаде  | Дхармендер Далал   | Мурат Рамонов           |

### Жінки

#### Вільна боротьба
| Категорія | Золото          | Срібло            | Бронза                 |
| до 48 кг  | Лі Сяомей       | Жулдиз Ешимова    | Нгуєн Тхі Луа          |
| до 48 кг  | Лі Сяомей       | Жулдиз Ешимова    | Макіко Сакамото        |
| до 51 кг  | Тетяна Бакатюк  | Хан Ким Ок        | Цзен Цинпін            |
| до 51 кг  | Тетяна Бакатюк  | Хан Ким Ок        | Даваасухійн Отгонцецег |
| до 55 кг  | Тікако Мацукава | Чень Цзюань       | Аїм Абдільдіна         |
| до 55 кг  | Тікако Мацукава | Чень Цзюань       | Чо Чон Бок             |
| до 59 кг  | Юріка Іто       | Цзя Мей           | Ум Джи Ин              |
| до 59 кг  | Юріка Іто       | Цзя Мей           | Алка Томар             |
| до 63 кг  | Міо Нішимакі    | Вілайван Тхонгкам | Луонг Тхі Куен         |
| до 63 кг  | Міо Нішимакі    | Вілайван Тхонгкам | Чжан Фенлью            |
| до 67 кг  | Олена Шалигіна  | Ма Янь            | Бадрахин Одончимег     |
| до 67 кг  | Олена Шалигіна  | Ма Янь            | Йосіко Іноуе           |
| до 72 кг  | Хун Янь         | Асука Сано        | Яна Панова             |
| до 72 кг  | Хун Янь         | Асука Сано        | Очирбатин Бурмаа       |